# Siège de Futamata
La forteresse de Futamata est le premier objectif de Takeda Shingen lors de sa campagne contre Tokugawa Ieyasu. En 1572, il laisse le siège de Futamata aux mains de son fils et héritier Takeda Katsuyori.
La forteresse est construite sur le bord d'une falaise, surplombant ainsi le fleuve Tenryū. Katsuyori remarque que l'approvisionnement en eau de la garnison est obtenu grâce à un système complexe de seaux en bois qui tombent dans la rivière et en sont remontés pleins. Il décide d'envoyer des radeaux sans pilote sur la rivière qui brisent la tour de treuillage et la renverse. Privée de son approvisionnement en eau, la garnison se rend rapidement aux Takeda.
Les Takeda s'empressent de dépasser Futamata en direction de la grande forteresse des Tokugawa à Hamamatsu dans la province d'Izu où ils livrent la bataille de Mikata-Ga-Hara deux mois plus tard.

## Source de la traduction
- (en) Cet article est partiellement ou en totalité issu de l’article de Wikipédia en anglais intitulé « Siege of Futamata » (voir la liste des auteurs).